# Nina Hoss
Nina Hoss (født 7. juli 1975) er en tysk skuespiller.

## Udvalgt filmografi
- A Girl Called Rosemary (1996)
- Wolfsburg (2003)
- Yella (2007)
- A Woman in Berlin (2008)
- We Are the Night (2010)
- Barbara (2012)
- A Most Wanted Man (2014)
- Phoenix (2014)
- Return to Montauk (2017)